# WarioWare

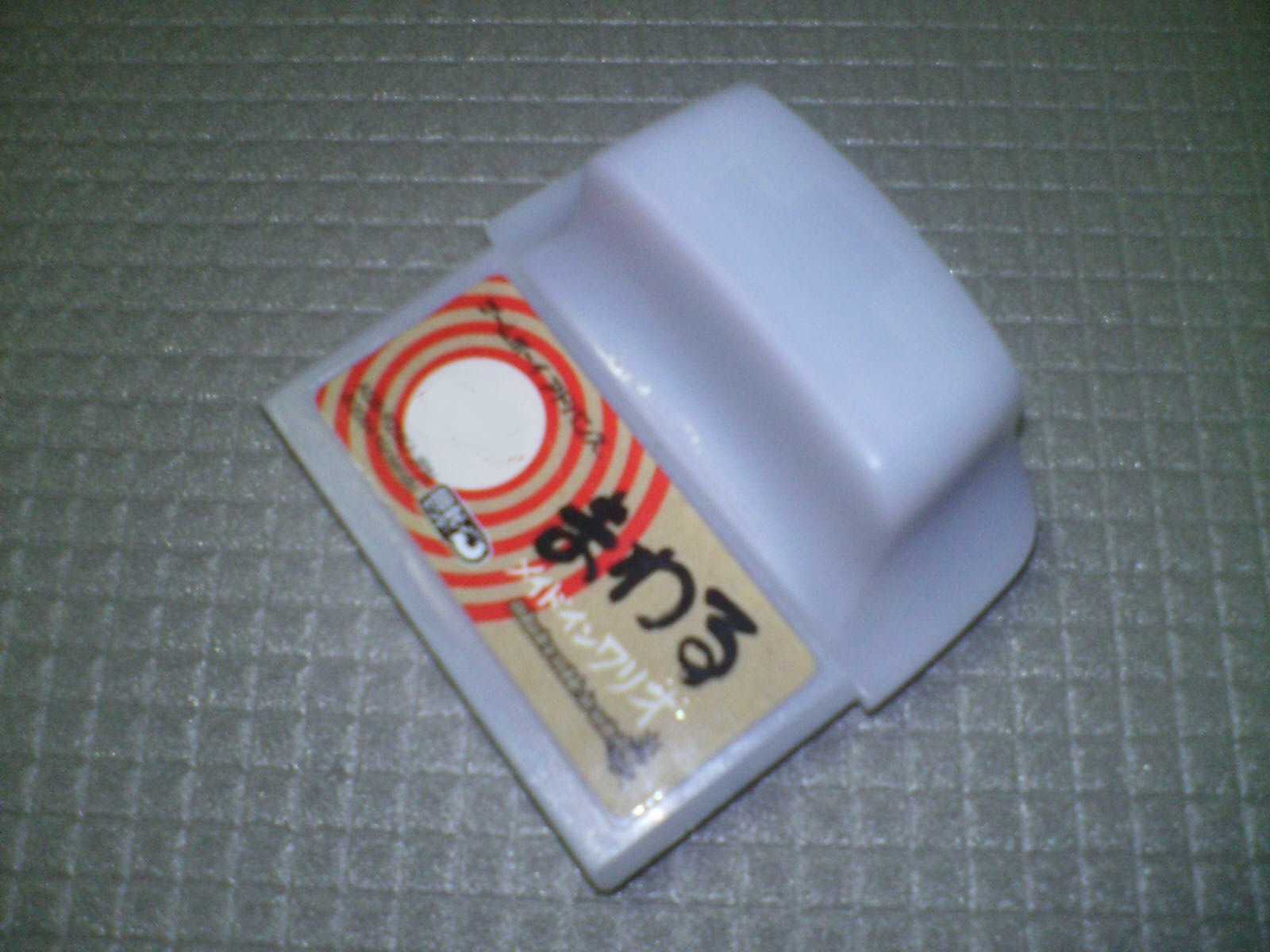
Japanischer Prototyp von WarioWare: Twisted für Game Boy Advance

WarioWare (manchmal auch Wario Ware geschrieben; in Japan made in wario, jap. メイド イン ワリオ meido in wario) ist eine Videospiel-Reihe, deren Titel zahlreiche Geschicklichkeitsspiele zusammenfassen, die jeweils Zeitlimits im Sekundenbereich haben. Der erste Titel, Minigame Mania, erschien 2003 für die portable Konsole Game Boy Advance. Hintergrundgeschichten um die namensgebende Nintendo-Figur Wario als Videospiel-Produzent betten die einzelnen Spiele ein. Typische Aufgaben sind z. B. das Kitzeln einer (virtuellen) Person oder das Ausweichen vor einem rollenden Gegenstand. In dem 2009 veröffentlichten Teil D.I.Y., sind neben der Spielesammlung Funktionen enthalten, die das Erstellen eigener Mikrospiele ohne Programmiersprache ermöglichen.

## Spielmechanik
Die Spielmechanik baut hauptsächlich auf sogenannten Mikrospielen auf. Der Spieler muss dutzende von Aufgaben hintereinander lösen, die jeweils ungefähr fünf Sekunden dauern. Wenn er die Aufgabe nicht innerhalb des Zeitlimits löst, so wird ihm einer von anfangs vier Versuchen abgezogen. Sollte der Spieler nach einer bestimmten Menge an Mikrospielen auf ein Boss-Minispiel treffen (welches eine Dauer eines normalen Minispiels hat) und es gewinnen, wird ihm ein zusätzlicher Versuch gegönnt, wobei das Limit bei vier Versuchen liegt. Zwischendurch wird die Schnelligkeit und die Schwierigkeit der Aufgaben erhöht, sodass sich der Druck immer weiter aufbaut und der Spieler gezwungen ist, noch schneller zu sein (was jedoch der Kern des Spiels ist).

## Chronologie
| Veröffentlichung                                                                                 | Westlicher Titel                                                                      | Japanischer Titel                                            | Plattform                                                          | Spieler- anzahl | Alters- einstufungen                   |
| ------------------------------------------------------------------------------------------------ | ------------------------------------------------------------------------------------- | ------------------------------------------------------------ | ------------------------------------------------------------------ | --------------- | -------------------------------------- |
| JPN: 21.03.2003 EUR: 23.05.2003 USA: 26.05.2003 AUS: 06.06.2003 CHN: 23.07.2005 N3DS: 16.12.2011 | WarioWare, Inc.: Minigame Mania (In Nordamerika: „WarioWare, Inc.: Mega Microgame$!“) | made in wario (メイド イン ワリオ)                           | Game Boy Advance, Nintendo 3DS im Nintendo-3DS-Botschafterprogramm | 1- 2            | USK: 0 PEGI: 3+ (GBA) 7 (N3DS) ESRB: E |
| JPN: 17.10.2003 USA: 05.04.2004 EUR: 03.09.2004                                                  | WarioWare, Inc.: Mega Party Game$!                                                    | atsumare!! made in wario (あつまれ！！メイド イン ワリオ)    | Nintendo GameCube                                                  | 1-4             | PEGI: 3+                               |
| JPN: 14.10.2004 AUS: 19.05.2005 USA: 23.05.2005                                                  | WarioWare: Twisted                                                                    | mawaru made in wario (まわるメイドインワリオ)                | Game Boy Advance                                                   | 1               | USK: 0                                 |
| JPN: 2.12.2004 USA: 14.02.2005 AUS: 24.02.2005 EUR: 11.03.2005 CHN: 23.07.2005 SKR: 14.06.2007   | WarioWare: Touched!                                                                   | sawaru made in wario (さわるメイドインワリオ)                | Nintendo DS                                                        | 1               | USK: 0 PEGI: 3+ GRB: All               |
| JPN: 02.12.2006 EUR: 12.01.2007 USA: 15.01.2007 AUS: 25.01.2007 SKR: 18.06.2009                  | WarioWare: Smooth Moves                                                               | odoru made in wario (おどる メイド イン ワリオ)              | Wii                                                                | 1-12            | USK: 6 PEGI: 7+ CERO: A ESRB: E10+     |
| JPN: 24.12.2008 AUS: 02.04.2009 EUR: 03.04.2009 USA: 05.04.2009 SKR: 15.04.2010                  | WarioWare: Snapped!                                                                   | utsusu made in wario (うつすメイドインワリオ)                | DSiWare                                                            | 1-2             | USK: 0 PEGI: 3 CERO: A                 |
| JPN: 29.04.2009 USA: 28.03.2010 EUR: 30.04.2010 AUS: 20.05.2010                                  | WarioWare: D.I.Y. (D.I.Y. steht für Do It Yourself)                                   | made in ore (メイドイン俺)                                   | Nintendo DS                                                        | 1               | USK: 0 PEGI: 7 CERO: A ESRB: E         |
| JPN: 29.04.2009 USA: 28.03.2010 EUR: 30.04.2010 AUS: 20.05.2010                                  | WarioWare: D.I.Y. Showcase                                                            | asobu made in wario (あそぶメイドイン俺)                     | WiiWare                                                            | 1-4             | USK: 6 PEGI: 7 CERO: A                 |
| JPN: 28.03.2013 USA: 23.06.2013 EUR: 28.06.2013 AUS: 29.06.2013                                  | Game & Wario                                                                          | Game & Wario (ゲーム＆ワリオ Gēmu & Wario)                   | Wii U                                                              | 1-5             | USK: 6 PEGI: 7 CERO: A ESRB: E CB: G   |
| JPN: 27.07.2018 USA: 27.07.2018 EUR: 27.07.2018 AUS: 27.07.2018                                  | WarioWare Gold                                                                        | WarioWare Gold (メイド イン ワリオ ゴージャス)               | Nintendo 3DS                                                       | 1-5             | USK: 6 PEGI: 7 CERO: A ESRB: E CB: G   |
| Weltweit: 10.09.2021                                                                             | WarioWare: Get It Together!                                                           | Osusowakeru Meido in Wario (おすそわける メイド イン ワリオ) | Nintendo Switch                                                    | 1-4             | USK: 6 PEGI: 7                         |
| Weltweit: 03.11.2023                                                                             | WarioWare: Move It!                                                                   | Chō Odoru Meido in Wario (超おどる メイド イン ワリオ)       | Nintendo Switch                                                    | 1-4             | USK: 6 PEGI: 7                         |

## WarioWare, Inc.: Minigame Mania
WarioWare, Inc.: Minigame Mania ist das erste Spiel der WarioWare-Serie.
Man spielt sich durch 180, meistens 5-Sekunden andauernde, Mikrospiele.
Als Wario in einer Fernsehsendung sieht, wie erfolgreich man in der Videospiel-Branche sein kann, beschließt er in diese einzusteigen.
Er kauft sich einen Laptop der Marke „Wario“ (Das Zeichen dieser Computerfirma soll an das „Vaio-Logo“ der Firma Sony erinnern) und prompt wird das Haus von Wario zum Firmengebäude der Wario Ware: Inc.
Wario versucht nun ein Spiel zu programmieren, hat aber keine Ideen und schläft ein.
Dann kommt er auf die Idee, seine Freunde programmieren zu lassen.
WarioWare, Inc.: Minigame Mania erschien am 16. Dezember 2011 im eShop der Mobilkonsole Nintendo 3DS, wo es im Rahmen des sogenannten Botschafter-Programms kostenlos für Erstkäufer heruntergeladen werden kann. Erstkäufer werden dadurch wegen der starken Preisreduzierung des Handhelds Mitte August 2011 entschädigt, indem ihnen 20 NES- und GBA-Spiele umsonst zur Verfügung gestellt werden.

## WarioWare: Touched!
Der dritte Teil der Serie, WarioWare: Touched!, besteht wie auch seine Vorgänger aus 180 kurzen Mikrospielen, die man mithilfe von Touchscreen und Mikrofon lösen muss. Dabei muss man zum Beispiel einem Pinguin über das Polarmeer helfen, indem man Eisschollen zu einer Brücke ordnet. Im Spiel werden dazu bestimmte Aktionen einem Charakter zugeordnet:
- Wario:           Antippen
- Mona:            Kratzen
- Jimmy T.:           Rubbeln
- Kat & Ana:         Malen
- Ashley:          Ziehen
- Dr. Crygor:       Drehen
- Mike:            Pusten (Mikrophon)
- 9-Volt & 18-Volt:  Retro-Spiele

Neben dem normalen Spiel, bei dem man die zufällig aufeinander folgenden Minispiele eines Charakters spielt, gibt es auch den Album-Modus, bei dem man ein bestimmtes Minispiel spielen kann, und den Spielzeug-Modus, bei dem man vorher freigeschaltete Belohnungen benutzen kann. Diese Belohnungen können beispielsweise ein virtuelles Metronom, ein Ping-Pong Spiel oder ein Papagei, der einem alles nachspricht, sein.

## WarioWare: Smooth Moves
Das Wii-Spiel WarioWare: Smooth Moves besteht aus mehr als 200 Mikrospielen, die weitgehend von Charakteren präsentiert werden, die aus den Vorgängern bekannt sind. Neu hinzugekommen sind lediglich Penny und Young Cricket. Die einzelnen Spiele müssen zunächst in einem Handlungsmodus freigespielt werden und sind dann dauerhaft auswählbar.
Die Steuerung erfolgt über die Wii Remote, die hier als 'Formenstab' bezeichnet wird. Dabei wird jede Aufgabe einer von insgesamt 19 Formen untergeordnet, die die auszuführende Bewegung vorgibt. So muss beispielsweise bei der Form „der Irokese“ die Fernbedienung über den Kopf gehalten oder bei „der Kellner“ auf der Handfläche balanciert werden.
In den Minispielen tauchen auch diverse Nintendo-Helden auf, u. a. Link (The Legend of Zelda), die Nintendogs und eine Figur aus Animal Crossing.

## WarioWare: Snapped!
Das DSiWare-Spiel WarioWare: Snapped! besteht aus 20 Mikrospielen die alle mit der Kamera des Nintendo DSi gesteuert werden. Während des Spiels sieht man nur schwarze Umrisse des Kamerabildes, damit man das Spiel steuern kann. Das Gerät zeichnet die Bilder aber auf und versieht sie am Ende mit verschiedenen „lustigen“ Effekten.
Das Spiel ist nur über den DSi-Shop erhältlich und kostet dort 500 Nintendo Points (≈5 €).

## WarioWare: D.I.Y.
WarioWare: D.I.Y. (Do It Yourself) ist am 19. April 2010 in Europa für die Nintendo-DS-Geräte erschienen. Das Spiel enthält 90 einfach gestrickte Mikrospiele. Die Besonderheit ist, dass man nun selbst Mikrospiele erstellen kann. Nebenbei kann man auch Comics (4 Bilder) zeichnen und Musikstücke (80 4/4-Takte) komponieren. Diese kann man per Nintendo Wi-Fi Connection veröffentlichen und damit anderen Spielern zum Download anbieten. Mit der zusätzlich erhältlichen Software WarioWare: D.I.Y. Showcase kann die DS-Software mit einer Nintendo Wii verbunden werden.